# ACSA-CAAH
Vous êtes invité à donner votre avis sur cette page de discussion, de manière argumentée en vous aidant notamment des critères d’admissibilité ou en présentant des sources extérieures et sérieuses.  
Après avoir apposé le modèle {{Admissibilité}} sur une page, suivez les étapes expliquées sur Wikipédia:Débat d'admissibilité/Aide :
| 1. | Créez la page de débat d'admissibilité.                                                                      | Sauvegardez d’abord la page pour l’initialiser puis indiquez votre motivation.   |
| 2. | Important : ajoutez une entrée dans la section Débat d'admissibilité du jour.                                | Utilisez ce texte : *{{L\|ACSA-CAAH}}                                            |
| 3. | Pensez à informer les contributeurs principaux de la page et les projets associés lorsque cela est possible. | Utilisez ce texte : {{subst:Avertissement débat d'admissibilité\|ACSA-CAAH}}~~~~ |

L'Association Canadienne pour la Santé des Adolescents (en anglais The Canadian Association for Adolescent Health) est une organisation à but non lucratif, multi-disciplinaire basée à Montréal, au Québec qui fait la promotion de la santé auprès des adolescents âgées de 10 à 19 ans. L'organisation publie un journal et réalise des conférences dans le but de mettre en place des normes de soins médicaux auprès des adolescents à travers le Canada. Fondée en 1993 par Jean-Yves Frappier, pédiatre au Centre hospitalier universitaire Sainte-Justine, l'ACSA a été incorporé en 1996.